# Sonny Liew
Sonny Liew (né en 1974) est un auteur de bande dessinée malaisien basé à Singapour qui publie en anglais.
Actif depuis le début des années 2000, il a connu le succès critique avec sa biographie imaginaire Charlie Chan Hock Chye, une vie dessinée (2015), première bande dessinée à remporter le Prix littéraire de Singapour (en) (catégorie fiction) et qui a permis à Liew d'être le premier asiatique triple lauréat du prix Eisner.

## Biographie
En 2002, il reçoit un prix de la fondation Xeric

## Récompenses
- 2009 :  Prix de la meilleure bande dessinée de science-fiction pour Malinky Robot
- 2016 :  Prix littéraire de Singapour (en) (catégorie fiction en langue anglaise) pour Charlie Chan Hock Chye, une vie dessinée.
- 2017 :  Prix Eisner du meilleur auteur, de la meilleure maquette, et de la meilleure édition américaine d'une œuvre internationale pour Charlie Chan Hock Chye, une vie dessinée.

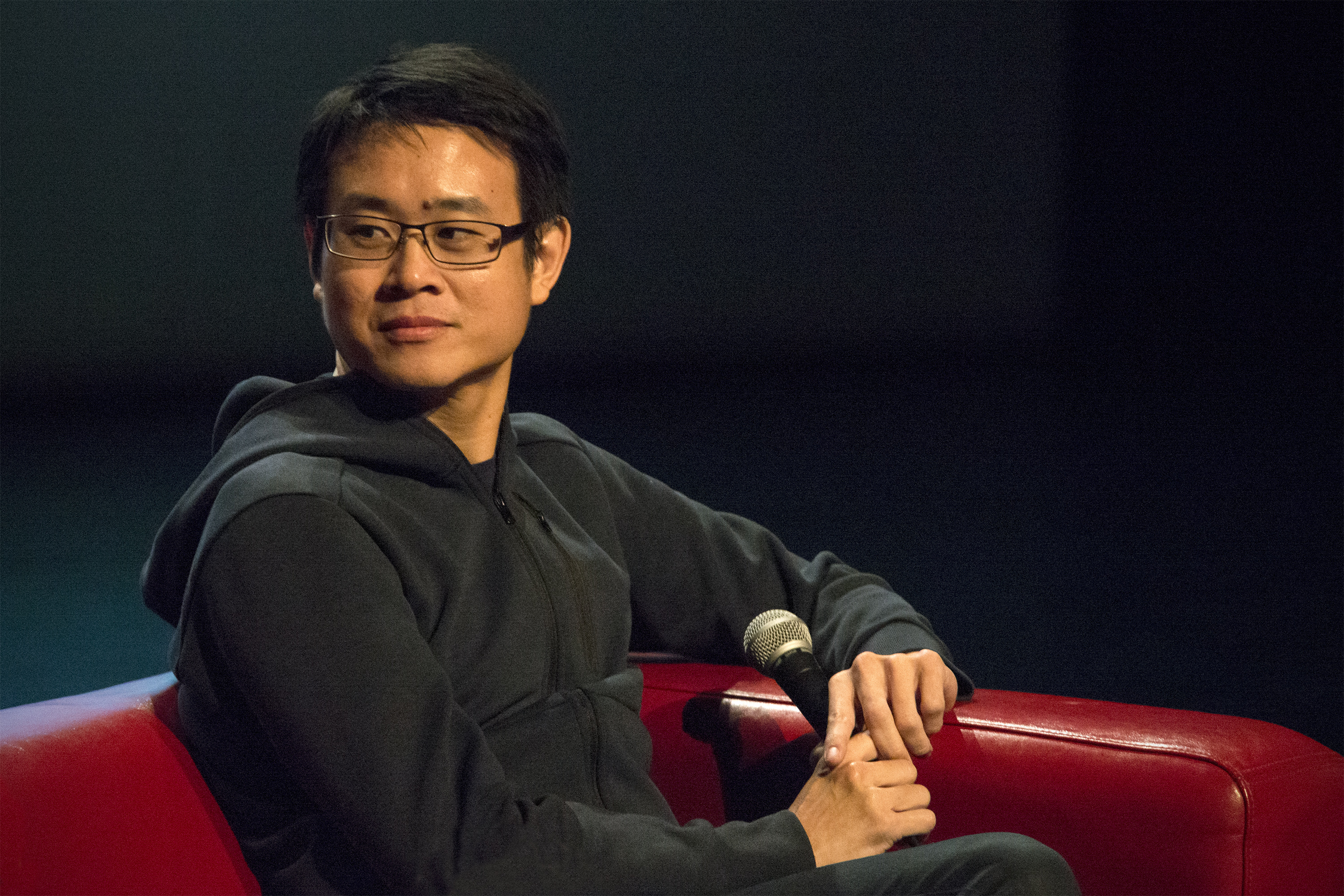
Sonny Liew au Festival d'Angoulême 2018.

## Publications

### Publications en français
- Malinky Robot, Paquet, coll. « [bao] », 2009  (ISBN 9782888909026).
- Au pays des merveilles (dessin), avec Tommy Kovac (scénario), Paquet, coll. « [bao] », 2010  (ISBN 9782888909163).
- The Shadow Hero (dessin), avec Gene Luen Yang (scénario), Urban China, 2016  (ISBN 9782372590266).
- Charlie Chan Hock Chye, une vie dessinée (The Art of Charlie Chan Hock Chye), Urban Comics, coll. « Urban Graphic », 2017  (ISBN 9782365779753) - Sélection officielle du Festival d'Angoulême 2018